# Ланге, Фриц (антифашист)
Фриц Ланге (нем. Fritz Lange; 23 ноября 1888 года, Берлин — 16 сентября 1981 года, Берлин) — педагог, министр образования ГДР, коммунист, антифашист, член движения Сопротивления во время Второй мировой войны, член организации «Красная капелла».

## Биография
Фриц Ланге в 1904—1912 годах обучался в средней школе Сименса в берлинском районе Шарлоттенбург, а в 1912—1917 годах — в подготовительной школе и в педагогическом колледже в Нойруппине. В 1917 году был призван в действующую армию и до 1918 года был солдатом на фронтах Первой мировой войны. В 1919 году выдержал экзамен на учителя и до 1924 года служил учителем начальных классов в берлинском районе Нойкёльн.
В 1919 году вступил в НСДПГ (c 1920 года КПГ). в 1921—1924 годах возглавлял Коммунистическую группу по работе с детьми.
В 1924 году был отстранен от преподавательской деятельности и в 1925—1928 годах был функционером Лиги борцов Красного фронта. В 1925—1933 годах занимал пост районного советника в берлинском районе Нойкёльн и в Городском совете Берлина. В 1927—1933 годах работал редактором в отделе агитации и пропаганды Центрального комитета Коммунистической партии Германии. В 1930—1932 годах возглавлял Лигу борьбы против фашизма.
В 1933 году был арестован и заключен нацистами в концлагерь Зонненбург. После освобождения до 1942 года работал в сфере торговли. С 1935 года принимал активное участие в деятельности антифашистского подполья. Являлся членом группы Бернхарда Бестлайна и Вильгельма Гуддорфа, входившей в состав Красной капеллы. Он был помощником редактора нелегального периодического издания — газеты «Внутренний фронт» (Die Innere Front), боровшейся с нацистской пропагандой.

## Арест
1 декабря 1942 года Фриц Ланге был арестован вместе с Мартином Вайзе. 8 октября 1943 года он был признан виновным в пособничестве государственной измене и пособничестве врагу Второй палатой имперского суда и приговорен к пяти годам тюрьмы. До 1945 года находился в заключении, в том числе в Бранденбургской тюрьме.
В 1945—1948 годах Фриц Ланге был временным бургомистром Бранденбург-на-Хафеле. Затем возглавлял Центральную контрольную комиссию Немецкой экономической комиссии, а в 1949—954 годах Центральный комитет государственного контроля. В 1950—1958 годы Ланге был депутатом Народной палаты ГДР и кандидатом в ЦК СЕПГ. В 1954 году был помощником министра образования Элизабет Цайссер. В 1955 году его наградили орденом «За заслуги перед Отечеством».
После критики в адрес партии на V съезде СЕПГ Ланге был освобожден от своих обязанностей. В 1960—1961 годах работал в Институте военной истории ГДР в Потсдаме.